# Barenzhelimu
Barenzhelimu (kinesiska: 巴仁哲里木, 巴仁哲里木镇) är en köping i Kina. Den ligger i den autonoma regionen Inre Mongoliet, i den norra delen av landet, omkring 900 kilometer nordost om regionhuvudstaden Hohhot. Antalet invånare är 18358. Befolkningen består av 8 443 kvinnor och 9 915 män. Barn under 15 år utgör 16,0 %, vuxna 15-64 år 79 %, och äldre över 65 år 3,0 %.
Genomsnittlig årsnederbörd är 656 millimeter. Den regnigaste månaden är juli, med i genomsnitt 202 mm nederbörd, och den torraste är januari, med 3 mm nederbörd.